# Нанокристаллические солнечные батареи
Нанокристаллические солнечные батареи или квантовые ячейки — это солнечные батареи, основанные на кремниевой подложке, с покрытием из нанокристаллов.

## История

### Эпитаксиальная технология
Пока предыдущие методы создания квантовых ячеек полагаются на дорогостоящие эпитаксиальные процессы, производство с использованием коллоидного синтеза позволило повысить ценовую эффективность. Тонкие плёнки нанокристаллов получаются в процессе, известном как «спин-покрытие». Он включает размещение квантовых ячеек в виде раствора на плоском субстрате, который затем вращается с большой скоростью. Раствор распределяется равномерно, а субстрат вращается до тех пор, пока не будет достигнута требуемая толщина слоя.

### Элементы на основе коллоидных плёнок
Фотоэлектрические ячейки, основанные на цветосенсибилизированных коллоидных плёнках TiO2 были открыты в 1991 году и оказались многообещающими по своей эффективности в преобразовании световой энергии в электрическую. В связи с низкой стоимостью материалов они невероятно обнадёживают в поиске коммерчески жизнеспособных возобновляемых источников энергии.

### Элементы на основе органических полимеров
Несмотря на то, что исследования до сих пор находятся в зачаточном состоянии, в будущем квантовые ячейки, основанные на фотоэлектричестве, могут обладать преимуществами, такими, как механическая подвижность (квантовые ячейки на основе полимерных композитов), низкая стоимость, при производстве «чистой» энергии.

## Другие солнечные батареи третьего поколения
- Фотоэлектрохимическая ячейка
- Полимерные солнечные батареи

## Внешние ссылки
- 2006-Tapping tiny crystals' inexplicable light-harvesting talent
- 2006-Лос Аламос
- 2005 Лаборатории Беркли
- 2005-Солнечное будущее нанокристаллических солнечных батарей